# Занджира
Занджира (бенг. জাঁজিরা, англ. Zanjira) — город в центральной части Бангладеш, административный центр одноимённого подокруга. Площадь города равна 1,32 км². По данным переписи 2001 года, в городе проживало 16 896 человек, из которых мужчины составляли 48,99 %, женщины — соответственно 51,01 %. Плотность населения равнялась 12 800 чел. на 1 км². Уровень грамотности населения составлял 39,9 % (при среднем по Бангладеш показателе 43,1 %). 